# Destiny (piosenkarka)
Destiny Chukunyere M.Q.R. (ur. 29 sierpnia 2002 w Birkirkarze) – maltańska piosenkarka pochodzenia nigeryjskiego.
Zwyciężczyni 13. Konkursu Piosenki Eurowizji Junior (2015). Reprezentantka Malty w 65. Konkursie Piosenki Eurowizji (2021).

## Życiorys

### Rodzina
Jest córką nigeryjskiego piłkarza Ndubisiego Chukunyera.

### Kariera muzyczna
W 2015, reprezentując Maltę z utworem „Not My Soul”, zwyciężyła w finale 13. Konkursu Piosenki Eurowizji Junior. Po powrocie do kraju została odznaczona państwowym orderem Midalja għall-Qadi tar-Repubblika.
W 2017 została półfinalistka 11. edycji programu Britain’s Got Talent. W 2020 zwyciężyła w finale drugiej edycji programu X Factor Malta, dzięki czemu została ogłoszona reprezentantką Malty w 65. Konkursie Piosenki Eurowizji, który jednak został odwołany z powodu pandemii COVID-19. W maju 2021, reprezentując Maltę z utworem „Je me casse”, zajęła siódme miejsce w finale Konkursu Piosenki Eurowizji.

## Dyskografia

### Single
Jako główna artystka
| Rok                                                       | Tytuł                        | Najwyższa pozycja na liście | Najwyższa pozycja na liście | Najwyższa pozycja na liście | Najwyższa pozycja na liście | Najwyższa pozycja na liście | Najwyższa pozycja na liście | Najwyższa pozycja na liście | Najwyższa pozycja na liście | Najwyższa pozycja na liście | Najwyższa pozycja na liście | Najwyższa pozycja na liście | Album |
| Rok                                                       | Tytuł                        | MLT                         | BEL (FL)                    | GRE                         | NLD                         | IRL                         | ICE                         | LTU                         | POL                         | SWI                         | SWE                         | UK Down.                    | Album |
| --------------------------------------------------------- | ---------------------------- | --------------------------- | --------------------------- | --------------------------- | --------------------------- | --------------------------- | --------------------------- | --------------------------- | --------------------------- | --------------------------- | --------------------------- | --------------------------- | ----- |
| 2020                                                      | „All of My Love” (oraz B-Ok) | –                           | –                           | –                           | –                           | –                           | –                           | –                           | –                           | –                           | –                           | –                           | –     |
| 2021                                                      | „Je me casse”                | 1                           | 48                          | 28                          | 36                          | 79                          | 8                           | 17                          | 52                          | 83                          | 31                          | 41                          | –     |
| „–” oznacza, że singiel nie był notowany na danej liście. |                              |                             |                             |                             |                             |                             |                             |                             |                             |                             |                             |                             |       |

Single promocyjne
| Rok  | Tytuł                  | Album |
| ---- | ---------------------- | ----- |
| 2014 | „Festa t’Ilwien”       | –     |
| 2015 | „Not My Soul”          | –     |
| 2016 | „Embrace”              | –     |
| 2016 | „Fast Life (Ladidadi)” | –     |